# هاسکل (اکلاهما)
هاسکل(به انگلیسی: Haskell) شهری در ایالت اکلاهما کشور ایالات متحده آمریکا است که جمعیت آن در سرشماری سال ۲۰۱۰ میلادی، ۲٬۰۰۷ نفر بوده‌است.